# Jakub Vondraš
Jakub Vondraš (* 21. května 2004 Plzeň) je český lední hokejista hrající na postu brankáře.

## Život
S hokejem začínal ve svém rodném městě, v tamní Škodě. Za ní nastupoval i ve svých mládežnických letech, byť pravidelně vypomáhal rovněž Meteoru Třemošná. V sezóně 2021/2022 nastupoval za juniory Písku, Plzně a na dvě utkání též klatovským mužům. Dne 8. července 2022 proběhl vstupní draft NHL a Vondraše si coby 171. hráče vybral tým Carolina Hurricanes. Do celku Caroliny se ale nedostal a tak se pro ročník 2022/2023 vrátil zpět mezi plzeňské juniory. Jedno utkání navíc v rámci střídavých startů odehrál též za muže Šumperka. Když se v prosinci 2022 chystala česká hokejová reprezentace na Švýcarské hokejové hry, povolal do přípravy trenér Kari Jalonen rovněž Vondraše, nicméně do nominace na turnaj se nakonec nedostal. Poté na ročník 2023/2024 odešel do severní Ameriky, kde nastupoval za celek Sudbury Wolves hrající Ontario Hockey League (OHL). Když Patrik Augusta, trenér české hokejové reprezentace do 20 let, sestavoval nominaci na mistrovství světa 2024, zařadil do ní rovněž Vondraše, který na turnaji nastoupil do utkání o bronz, když po dvou obdržených brankách vystřídal v osmé minutě zápasu s Finskem Michaela Hrabala, a dovedl tým k vítězství v poměru 8:5. Sezónu 2024/2025 trávil opět v České republice, když nastupoval za celek HC Dynamo Pardubice B.